# Klaus Mildner
Klaus Mildner (* 11. August 1938 in Stettin) ist ein deutscher Politiker (CDU).
Mildner studierte 1956–1962 Bauingenieurswesen an der TU Dresden und wurde 1974 zum Dr.-Ing. promoviert. 1984 wurde er habilitiert.
Mildner gehörte von 1990 bis 1994 dem Deutschen Bundestag an. Er vertrat dabei den Bundestagswahlkreis Magdeburg, in dem er mit 34,5 Prozent der Erststimmen direkt gewählt wurde.